# Acaryochloris marina
Acaryochloris marina ist ein Cyanobakterium (eine „Blaualge“) und die bisher einzig bekannte photosynthetische Lebensform mit Chlorophyll d als Hauptpigment.
Acaryochloris marina wurde 1993 aus Seescheiden isoliert, die bei Palau gefangen worden waren und 2003 als neue Art beschrieben (nach anderen Quellen wurde sie erst 1996 entdeckt). Sie zeigt eine bisher einzigartige molekularen Zusammensetzung des lichtsammelnden Antennensystems (Lichtsammelkomplex).
Alle photosynthetischen Organismen besitzen innerhalb der Thylakoidmembran lichtsammelnde Komplexe aus Proteinen und Pigmenten (Chlorophyll). Diese Antennensysteme absorbieren Licht und leiten die absorbierte Lichtenergie an das photochemische Reaktionszentrum weiter. Cyanobakterien besitzen zusätzlich membranexterne Antennenkomplexe, die meist kein Chlorophyll, sondern sogenannte Phycobilin-Farbstoffe in Proteinkomplexen enthalten, die auch grünes Licht absorbieren.
Während höhere Pflanzen und andere Cyanobakterien überwiegend Chlorophyll a und b als Hauptpigmente des membraninternen Lichtsammelkomplexes („light harvesting complex“, LHC) aufweisen, enthält der LHC von A. marina fast ausschließlich Chlorophyll d. Bei Chlorophyll d ist die langwellige Absorptionsbande im Vergleich zu Chlorophyll a und Chlorophyll b um mehr als 30 nm rotverschoben. Dies ermöglicht A. marina, den nahen Infrarotbereich des Sonnenlichtes zur Photosynthese zu nutzen und auf engem Raum in Symbiose mit anderen Cyanobakterien zusammenzuleben. Auch die membranexterne Phycobiliproteinantenne (PBP-Antenne) von A. marina hat einen anderen Aufbau als in typischen Cyanobakterien.
Acaryochloris marina teilt sich im Great Barrier Reef vor der Küste Australiens mit Prochloron didemni eine Ascidie als Symbionten. Dabei spielen die optischen Eigenschaften jedes der drei Organismen eine wichtige Rolle. Während die heterotrophe (nicht photosynthetische) Ascidie UV-Strahlung absorbiert und dadurch die empfindlichen photosynthetischen Systeme der Cyanobakterien geschützt werden, nutzt Prochloron mit Chlorophyll-a-Antennen vornehmlich das Licht im Wellenlängenbereich um 674 nm. Das Chlorophyll d von A. marina absorbiert dagegen vor allem Licht zwischen 700 nm und 730 nm. Das zur Verfügung stehende Licht unterhalb von 650 nm, welches von Prochloron ebenfalls nur schwach absorbiert wird, kann die Phycobiliproteinantenne von A. marina anregen. Somit wird das elektromagnetische Spektrum zwischen 600 und 730 nm durch diese Symbiose optimal ausgenutzt.